# Округ Рајт (Мисури)
Рајт (енгл. Wright County) је округ у америчкој савезној држави Мисури.

## Демографија
По попису из 2010. године број становника је 18.815, што је 860 (4,8%) становника више него 2000. године.
| Група             | 2000.          | 2010.          |
| Белци             | 17.440 (97,1%) | 18.123 (96,3%) |
| Афроамериканци    | 50 (0,3%)      | 88 (0,5%)      |
| Азијати           | 25 (0,1%)      | 54 (0,3%)      |
| Хиспаноамериканци | 139 (0,8%)     | 238 (1,3%)     |
| Укупно            | 17.955         | 18.815         |